# Səmədabad (Biləsuvar)
Səmədabad è un comune dell'Azerbaigian situato nel distretto di Biləsuvar. Conta una popolazione di 2.432 abitanti.